# Lithosiini
De Lithosiini zijn een geslachtengroep van vlinders uit de onderfamilie van de beervlinders van de familie van de spinneruilen (Erebidae).

## Subtribus
- Acsalina Bendib & Minet, 1999
- Cisthenina Bendib & Minet, 1999
- Clemensiina Bendib & Minet, 1999
- Eilemina Birket-Smith, 1966
- Endrosina Börner, 1932
- Eudesmiina Bendib & Minet, 1999
- Lithosiina Billberg, 1820
- Nudariina Börner, 1932
- Phryganopterygina Bendib & Minet, 1999

## Geslachten
- Acanthofrontia Hampson, 1910
- Agylla Walker, 1854
- Agylloides Strand, 1912
- Alepista Toulgoët, 1976
- Anaemosia Hampson, 1918
- Asparus Watson, 1980
- Astacosia Toulgoët, 1958
- Asurgylla Kiriakoff, 1958
- Boadicea Tams, 1930
- Chrysaegliodes Strand, 1912
- Cristulosia Toulgoët, 1958
- Euproctosia Hampson, 1914
- Eurozonosia Hampson, 1914
- Exilisia Toulgoët, 1958
- Isorropus Butler, 1880
- Lymantriopsis Hampson, 1900
- Mahensia Fryer, 1912
- Metexilisia Toulgoët, 1958
- Microhyle Hampson, 1905
- Mimulosia Toulgoët, 1958
- Novosia Toulgoët, 1958
- Ochrota Hopffer, 1862
- Oedaleosia Hampson, 1900
- Opsaroa Hampson, 1905
- Paradoxosia Hampson, 1918
- Paraona Moore, 1878
- Paraonagylla Berio, 1839
- Paremonia Hampson, 1900
- Parexilisia Toulgoët, 1958
- Paulianosia Toulgoët, 1958
- Paurophleps Hampson, 1900
- Pelosia Hübner, 1819
- Pliniola Strand, 1912
- Proxhyle Toulgoët, 1959
- Spatulosia Toulgoët, 1965
- Tumicla Wallengren, 1863
- Turlinia Toulgoët, 1976
- Viettesia Toulgoët, 1959